# Football Club Fondi 2009-2010
Questa pagina raccoglie le informazioni riguardanti il Football Club Fondi nelle competizioni ufficiali della stagione 2009-2010.

## Stagione
Il Fondi conquista la promozione ad un campionato professionistico per la prima volta nella sua storia.

## Organigramma Societario
- Presidente: Di Marzo Vincenzo
- Vice Presidente: Tallarini Francesco
- Consiglieri: Maio Paolo, Pellegrino Giovanni, Di Marzo Gianfranco, Franchi Antonio, De Filippis Maria, Massarone Roberto.
- Segretario: Ciarlone Nicola
- Addetto Stampa: Alberoni Carlo
- Direttore Sportivo:	D'Angelo Salvatore
- Consulente Tecnico: Lanzillo Pasquale
- Allenatore Prima Squadra: Liquidato Stefano
- Allenatore Juniores Nazionale: Di Mambro Bruno
- Preparatore Atletico: prof. Tulino Luca
- Preparatore Dei Portieri: Rosato Salvatore
- Medico Sociale: Dr. Cataldi Vincenzo
- Massaggiatore: Fidaleo Bruno
- Fisioterapista: Prof. Giuseppe Nunziata
- Accompagnatore Prima Squadra: Parisella Alberto
- Responsabile Settore Giovanile: Parisella Piero
- Allenatore Allievi A: Mazzarella Domenico
- Allenatore Allievi B: Iuliano Rocco
- Allenatore Giovanissimi Elite: Paparello Giuseppe
- Allenatore Giovanissimi Fascia B: Parisella Piero.

## Rosa 2009-2010
Fonte.
| N. |                   | Ruolo | Calciatore          |
| -- | ----------------- | ----- | ------------------- |
|    | Italia (bandiera) | P     | Belviso Angelo      |
|    | Italia (bandiera) | P     | Celli Ciro          |
|    | Italia (bandiera) | D     | Dionisio Enea       |
|    | Italia (bandiera) | D     | Fiore Gaetano       |
|    | Italia (bandiera) | D     | Pannozzo Luca       |
|    | Italia (bandiera) | D     | Iossa Gaetano       |
|    | Italia (bandiera) | D     | Galasso Pierpaolo   |
|    | Italia (bandiera) | D     | Iovinella Domenico  |
|    | Italia (bandiera) | D     | Stravato Giovanni   |
|    | Italia (bandiera) | D     | De Dilectis Antonio |
|    | Italia (bandiera) | D     | Nastro Salvatore    |
|    | Italia (bandiera) | D     | Panella Leonardo    |
|    | Italia (bandiera) | D     | Parisella Andrea    |
|    | Italia (bandiera) | C     | Vaccaro Sabato      |
|    | Italia (bandiera) | C     | Costanzo Claudio    |

| N. |                      | Ruolo | Calciatore         |
| -- | -------------------- | ----- | ------------------ |
|    | Argentina (bandiera) | C     | Formidabile Javier |
|    | Italia (bandiera)    | C     | Festa Fabio        |
|    | Italia (bandiera)    | C     | Esposito Vitale    |
|    | Italia (bandiera)    | C     | Ambruoso Raffaele  |
|    | Italia (bandiera)    | C     | Venditti Piercarlo |
|    | Italia (bandiera)    | C     | Paparello Ludovico |
|    | Italia (bandiera)    | C     | Conte Paolo        |
|    | Italia (bandiera)    | C     | Stravato Fabio     |
|    | Italia (bandiera)    | A     | Tufano Giovanni    |
|    | Polonia (bandiera)   | A     | Branicki Piotr     |
|    | Italia (bandiera)    | A     | Balzano Angelo     |
|    | Italia (bandiera)    | A     | Bellomo Ivan       |
|    | Italia (bandiera)    | A     | Rosati Francesco   |
|    | Italia (bandiera)    | A     | Di Ruocco Rosario  |

## Risultati

### Serie D

#### Poule scudetto
| 30 maggio 2010 | Milazzo | 1 – 1 | Fondi |  |

| 13 giugno 2010 | Fondi | 0 – 2 | Neapolis |  |